# جائزة بريطانيا الكبرى 1997
جائزة بريطانيا الكبرى 1997 هو سباق فورمولا 1 أقيم بتاريخ 13 يوليو 1997 في حلبة سلفرستون، سيلفرستون، إنجلترا. كان التاسع من أصل 17 في بطولة العالم لسباقات الفورمولا واحد موسم 1997. فاز به الكندي جاك فيلنوف.